# Patricia López Arnaiz
Patricia López Arnaiz (Vitoria-Gasteiz, 15 aprile 1981) è un'attrice spagnola di origine basca, vincitrice del premio Goya 2021 alla migliore attrice protagonista e nota per le sue interpretazioni nel film Ane e nella serie La otra mirada.

## Filmografia parziale

### Cinema
- Il guardiano invisibile (2017)
- L'albero del sangue (2018)
- Inciso nelle ossa (2019)
- Lettera a Franco (Mientras dure la guerra), regia di Alejandro Amenábar (2019)
- 20.000 especies de abejas, regia di Estibaliz Urresola Solaguren (2023)

### Televisione
- La peste – serie televisiva (2018-in corso)
- Feria - serie televisiva (2021)
- Privacy - serie televisiva (2022)

## Riconoscimenti
- Premio Goya
  - 2021 – Miglior attrice protagonista per Ane[4]
- Premio Feroz
  - 2021 – Miglior attrice protagonista per Ane[5]